# Passengers (Gary Burton)
Passengers is een studioalbum van Gary Burton met Eberhard Weber. Zij zetten hierop hun samenwerking voort die eerder het album Ring opleverde. Dit maal togen de heren en hun begeleiders naar de Talent Studio in Oslo om het album op te nemen onder leiding van Jan Erik Kongshaug. Nieuw ten opzichte van Ring is dat nu ook composities van Pat Metheny worden uitgevoerd.

## Musici
- Gary Burton – vibraharp
- Pat Metheny – gitaar
- Steve Swallow – basgitaar
- Dan Gotlieb – slagwerk
- Eberhard Weber – elektrische contrabas

## Muziek
| Nr. | Titel                                         | Duur |
| --- | --------------------------------------------- | ---- |
| 1.  | Sea journey (Chick Corea)                     | 9:14 |
| 2.  | Nacada (Pat Metheny)                          | 4:11 |
| 3.  | The whopper (Pat Metheny)                     | 5:28 |
| 4.  | B & G (Midwestern nights dream) (Pat Metheny) | 8:22 |
| 5.  | Yellow fields (Eberhard Weber)                | 6:58 |
| 6.  | Claude and Betty (Steve Swallow)              | 6:16 |